# Vancouver Sun Run
Le Vancouver Sun Run est un concours de course à pied de 10 km, organisée par le journal Vancouver Sun chaque année depuis 1985 dans les rues de Vancouver, au Canada.

## Histoire
Le premier concours est lancé par Doug Clement et Diane Clement,, qui sont anciens athlètes olympiques canadiens, avec d'assistance de Dr. Jack Taunton. Ces fondateurs ont convaincu Vancouver Sun de sponsoriser le concours. Le premier concours en 1985 a attiré 3200 athlètes. Aujourd'hui, le concours est devenu le deuxième concours chronométré de 10 km le plus fréquenté. 

## Activités caritatives
Depuis 1997, quand un[e] coureur/coureuse s'inscrit au Vancouver Sun Run, un dollar de ses frais d'enregistrement est transféré à Raise-a-Reader, une campagne caritative nationale pour les notions de lecture et d'écriture qui est aussi sponsorisé par Vancouver Sun. Depuis 1985, environnement 2 385 000 dollars ont été transférés du revenu de Vancouver Sun Run à Raise-a-Reader.

## Résultats
| Année | Gagnant Masculin                          | Gagnant Masculin                          | Gagnant Masculin                          | Gagnant Féminin                           | Gagnant Féminin                           | Gagnant Féminin                           |
| Année | Nat.                                      | Nom                                       | Temps                                     | Nat.                                      | Nom                                       | Temps                                     |
| ----- | ----------------------------------------- | ----------------------------------------- | ----------------------------------------- | ----------------------------------------- | ----------------------------------------- | ----------------------------------------- |
| 2002  |                                           | James Koskei                              | 27 min 58 s                               |                                           | Sara Dillabough                           | 33 min 17 s                               |
| 2003  |                                           | Paul Koech                                | 28 min 48 s                               |                                           | Aster Demissie                            | 33 min 20 s                               |
| 2004  |                                           | Thomas Kiplitan                           | 28 min 43 s                               |                                           | Émilie Mondor                             | 31 min 10 s                               |
| 2005  |                                           | Michael Power                             | 29 min 26 s                               |                                           | Nicole Stevenson                          | 32 min 29 s                               |
| 2006  |                                           | Gilbert Okari                             | 28 min 27 s                               |                                           | Isabella Ochichi                          | 30 min 58 s                               |
| 2007  |                                           | Soloman Tsige                             | 29 min 20 s                               |                                           | Teyba Erkesso                             | 32 min 05 s                               |
| 2008  |                                           | Festus Langat                             | 29 min 26 s                               |                                           | Genet Gebregiorgis                        | 33 min 34 s                               |
| 2009  |                                           | Willy Kimosop                             | 29 min 03 s                               |                                           | Abebu Gelan                               | 34 min 04 s                               |
| 2010  |                                           | Kip Kangogo                               | 29 min 01 s                               |                                           | Malindi Elmore                            | 33 min 05 s                               |
| 2011  |                                           | Eric Gillis                               | 29 min 05 s                               |                                           | Lucy Njeri                                | 33 min 41 s                               |
| 2012  |                                           | Kelly Wiebe                               | 29 min 12 s                               |                                           | Natasha Fraser                            | 34 min 12 s                               |
| 2013  |                                           | Paul Kimugul                              | 29 min 04 s                               |                                           | Natasha Fraser                            | 32 min 42 s                               |
| 2014  |                                           | Paul Kimugul                              | 28 min 59 s                               |                                           | Rachel Cliff                              | 33 min 14 s                               |
| 2015  |                                           | Luke Puskedra                             | 28 min 53 s                               |                                           | Risper Gesabwa                            | 32 min 28 s                               |
| 2016  |                                           | Eric Gillis                               | 28 min 52 s                               |                                           | Lanni Marchant                            | 32 min 15 s                               |
| 2017  |                                           | Joseph Gray                               | 29 min 38 s                               |                                           | Karolina Jarzynska-Nadolska               | 32 min 39 s                               |
| 2018  |                                           | Brendan Gregg                             | 29 min 14 s                               |                                           | Monicah Ngige                             | 32 min 23 s                               |
| 2019  |                                           | Justin Kent                               | 29 min 30 s                               |                                           | Natasha Wodak                             | 32 min 28 s                               |
| 2020  | Annulé à cause de la Pandémie de Covid-19 | Annulé à cause de la Pandémie de Covid-19 | Annulé à cause de la Pandémie de Covid-19 | Annulé à cause de la Pandémie de Covid-19 | Annulé à cause de la Pandémie de Covid-19 | Annulé à cause de la Pandémie de Covid-19 |